# رودخانه بختیاری
رودخانه بختیاری، رودخانه‌ای است که از ارتفاعات قالیکوه الیگودرز سرچشمه می‌گیرد و اصلی‌ترین سرشاخه دز می‌باشد. در نزدیکی ایستگاه تنگ پنج به رودخانه سزار می‌پیوندد و رود دز را تشکیل می‌دهد. سد بختیاری استان لرستان بر این رود واقع شده‌است.